# Governants cherokees
Tradicionalment, els governants cherokees eren caps de ciutats, però assoliren gran prestigi entre la nació. Han estat considerats dirigents de la nació cherokee de l'est abans del trasllat a Oklahoma: 
- Moytoy, 1730–1760
- Atakullakulla, 1760 – 1775
- Oconostota, 1775 – 1780
- Hanging Maw, 1780 – 1792
- Little Turkey, 1792 – 1801
- Black Fox, 1801 – 1811
- Pathkiller, 1811 – 1827
- Charles Renatus Hicks, 1827
- William Hicks, 1827 – 1828
- John Ross 1828 – 1839.

Els caps dels Cherokees de l'Oest han estat, fins que es van unir les dues branques el 1839: 
- Col. John Bowles, 1795 – 1813
- Takatoka, 1813 – 1818
- Tahlonteskee, 1818 – 1819
- John Jolly, 1819 – 1838
- John Rogers, 1838 – 1839
- John Looney, 1838 – 1839

Els caps principals de la Nació Cherokee, traslladada a Oklahoma, han estat:
- 2 Oct 1839 - 1 Ago 1866 John Ross (1790 - 1866)
- 21 Aug 1862 - 1866Stand Watie (en rebel·lia) (1806 - 1871)
- 1 Aug 1866 - 19 Oct 1866 Lewis Downing (1823 - 1882)
- 19 Oct 1866 - 4 Nov 1867 William Potter Ross (1820 - 1891)
- 4 Nov 1867 - 9 Nov 1872 Lewis Downing
- 10 Nov 1872 Charles Thompson
- 11 Nov 1872 - 1 Nov 1875 William Potter Ross
- 1 Nov 1875 - 3 Nov 1879 Charles Thompson
- 3 Nov 1879 - Gen 1888 Dennis Wolf Bushyhead (1826 - 1898)
- Gen 1888 - 14 Des 1891 Joel Bryan Mayes (1833 - 1891)
- 14 Des 1891 - 23 Des 1891 Thomas Mitchell Buffington (1855-1938)
- 23 Dec 1891 - 4 Nov 1895 Johnson Harris (1856 - m. ....)
- 4 Nov 1895 - 6 Nov 1899 Samuel Houston Mayes (1837 - m. ....)
- 6 Nov 1899 - 2 Nov 1903 Thomas Mitchell Buffington
- 2 Nov 1903 - 1917 William Charles Rogers (m. 1917)
- 1917 - 1919 Vacant
- 8 Nov 1919 - 25 Nov 1919 Andrew Bell Cunningham
- 1919-1923 Vacant
- 23 Jun 1923 (1 dia) Edward M. Frye
- 1923-1925 Vacant
- 1925 (1 dia) Richard Baxter Choate
- 1925-1927 Vacant
- 27 Dec 1927 (1 dia) Charles J. Hunt
- 1927-1931 Vacant
- 26 Maig 1931 (1 dia) Oliver P. Brewer
- 1931-1936 Vacant
- 22 Gen 1936 (1 dia) William Wirt Hastings (1866 - 1938)
- 1936-1942 Vacant
- 14 Abr 1942 (1 dia) Jesse Bartley Milam (1884 - 1949)
- 1942-1943 Vacant
- 1943 - 1949 Jesse Bartley Milam
- 1949 - 1971 .....
- 1971 - 1975 W.W. Keeler
- 1975 - 1985 Ross Swimmer
- 1985 - 1995 Wilma Mankiller
- 1995 - 1999 Joe Byrd
- 1999 - ? Chad Smith